# Josep Permanyer i Nogués
Josep Permanyer i Nogués (Barcelona, 10 de març de 1870 - 22 d'abril de 1936) fou un periodista i publicista barceloní.
Fill de Joan Baptista Permanyer i Català i d'Elvira Nogués i Tapís naturals de Barcelona. Infatigable propulsor de les idees iberoamericanes, residí molt de temps a la República Argentina, on col·labora amb diaris i revistes i fa conferències. Des de la seva fundació el 1910 fou redactor en cap de la revista Mercurio. cessant en el càrrec en traslladar-se la redacció d'aquesta revista a Madrid. El 1925 fundà a Barcelona la revista Sun, i el 1924 havia iniciat a Buenos Aires una campanya en pro de la creació del Banc de Comerç Exterior i de la Companyia de Segurs de Crèdit, campanya que culminà el 1926 amb la publicació del volum Organización del Crédito al Comercio Exterior, que serví de pauta per a la redacció de la reial Orde del 6 d'agost de 1928 creant els dos organismes. Fou l'iniciador del «Hogar de la raza», col·laborador de diferents diaris de Barcelona i cofundador de la Cambra Gremial de la Propietat d'aquesta capital (després Cambra Oficial), de l'Institut Iberoamericà de Dret i Legislació, etc.
Era un periodista notable; reunia les condicions d'intuïció clara i precisa; sabia trobar les dades verdaderes de la notícia i l'afer important per al reportatge el que, unit a una activitat incansable i a la seva afabilitat en el tracte, li facilitava en gran manera la seva tasca periodística. Havia estat redactor de la Hoja Oficial del Lunes des de la seva fundació; col·laborà en diferents diaris i revistes, així com en el Suplement de l'Enciclopèdia Espasa dels anys 1934-1935, per la secció de Geografia y Historia redactà una gran part dels articles relatius a les nacions hispano-americanes. Barceloní entusiasta, formava part del Comitè per a commemorar l'Exposició Universal de 1888, i, en aquest últims anys de la seva vida fou el principal promotor per a la constitució de l'entitat Amics de la Ciutat, de la qual, per la seva competència i iniciativa, se li atorgà la presidència.